# Região Sul (Camarões)
Sul (em francês:  Sud; em inglês:  South) é uma região dos Camarões, cuja capital é a cidade de Ebolowa. Sua população em 2005 era 634 655 habitantes.	

## Departamentos
Lista dos departamentos da província com suas respectivas capitais entre parênteses:
- Dja-et-Lobo (Sangmelima)
- Mvila (Ebolowa)
- Océan (Kribi)
- Vallée-du-Ntem (Ambam)

## Demografia
| 1976    | 1987    | 2005    |
| 315 202 | 373 798 | 634 655 |